# Specialia generalibus derogant
Specialia generalibus derogant este un principiu juridic care implică faptul că norma specială e cea care derogă de la norma generală și că norma specială este de strictă interpretare la cazul respectiv. Mai mult, o normă generală nu poate înlătura de la aplicare o norma specială.
Deoarece norma generală reprezintă situația de drept comun, iar norma specială constituie excepția, trebuie respectate două reguli:
- norma specială derogă de la norma generală - specialia generalibus derogant,
- norma generală nu derogă de la norma specială - generalia specialibus non derogant.

Fiind derogatorie de la norma generală, rezultă că norma specială se aplică ori de câte ori ne găsim în fața unui caz ce intră sub incidența prevederilor sale, deci norma specială se aplică prioritar față de norma generală, chiar și atunci când norma specială este mai veche decât norma generală.

## Situația în România
Înalta Curte de Casație și Justiție a României, în Decizia nr. 33 din 9 iunie 2008, publicată în Monitorul Oficial al României, Partea I, nr. 108 din 23 februarie 2009 a stabilit că, în virtutea principiului specialia generalibus derogant, concursul dintre legea specială și legea generală se rezolvă în favoarea legii speciale, chiar dacă acest fapt nu este prevăzut expres în legea specială, și că, în cazul în care sunt sesizate neconcordanțe între legea specială și Convenția europeană a drepturilor omului, aceasta din urmă are prioritate.
Conflictul dintre legea specială anterioară și legea generală ulterioară se rezolvă prin aplicarea conjugată a principiilor potrivit cărora norma specială se aplică cu prioritate față de norma generală - specialia generalibus derogant -, iar o normă specială nu poate să fie modificată sau abrogată decât în mod expres printr-o normă generală ulterioară.